# Citizens Coalition for Change

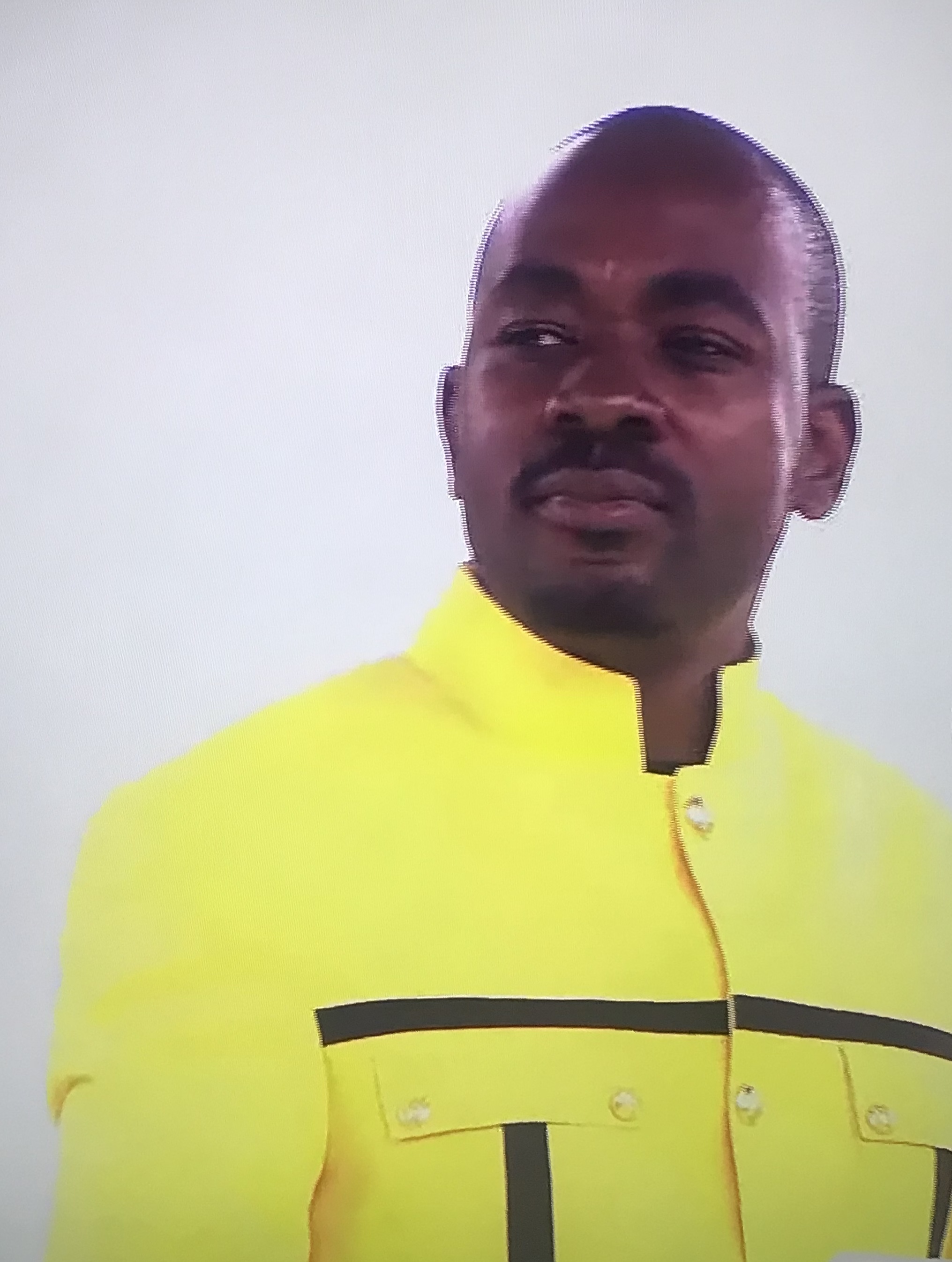
Der ehemalige Parteivorsitzende Nelson Chamisa in den Parteifarben

Die Citizens Coalition for Change (CCC, „Bürgerkoalition für den Wandel“) ist eine 2022 gegründete politische Partei in Simbabwe. Sie entstand 2022 im Wesentlichen durch Umbenennung der bisherigen Movement for Democratic Change Alliance (MDC Alliance).

## Parteigeschichte
Die Vorläuferorganisation der CCC, das Movement for Democratic Change wurde 1999 gegründet. Die Partei war im Laufe ihrer Geschichte von mehreren innerparteilichen Streitigkeiten und Abspaltungen geprägt. Die wiederholten Spaltungen hatten zur Schwächung der Opposition geführt und mit dazu beigetragen, dass es nicht gelungen war, die Dauer-Regierungspartei ZANU-PF an den Schalthebeln der politischen Macht abzulösen. Im Jahr 2005 spaltete sich ein Flügel unter dem Namen Movement for Democratic Change – Ncube (MDC-N) ab. Die Hauptpartei fungierte anschließend weiter unter dem Namen Movement for Democratic Change – Tsvangirai (MDC-T). 2018 wurde das MDC-T unter dem neuen Vorsitzenden Nelson Chamisa in MDC Alliance (MDC-A) umbenannt. Eine Dissidentenfraktion unter der ehemaligen stellvertretenden MDC-T-Parteivorsitzenden Thokozani Khupe und später Douglas Mwonzora wollte diese Umbenennung nicht mitmachen und beanspruchte für sich weiter den alten Parteinamen MDC-T und die Rechtsnachfolge der alten Partei. Im April 2020 urteilte das Oberste Gericht Simbabwes zu Khupes Gunsten und in der Folgezeit versuchte der MDC-T das Parteivermögen und die Parteizentrale des MDC-A an sich zu bringen und strengte Prozesse gegen einzelne MDC-A-Abgeordnete an. Unter Berufung auf eine in der simbabwischen Verfassung festgehaltene Bestimmung (Sektion 129(1)(k)), die festlegt, dass für eine bestimmte Partei gewählte Abgeordnete, die ihre Parteizugehörigkeit wechseln, ihr Abgeordnetenmandat aufgeben müssen, erreichte der MDC-T, dass bis zum 19. Mai 2021 insgesamt 42 von 88 gewählten MDC-A-Abgeordneten ihr Parlamentsmandat oder Kommunalmandat aufgeben mussten.
Angesichts dieser Situation der allmählichen Übernahme seiner Partei durch die verbliebene MDC-T-Fraktion sah der MDC-A-Vorsitzende Nelson Chamisa keinen anderen Ausweg mehr, als sich radikal vom alten Parteinamen zu distanzieren und mit seinen verbliebenen Anhängern eine neue Partei zu gründen. Die Parteigründung wurde am 24. Januar 2022 durch Chamisa auf einer Pressekonferenz in einem Hotel in Harare bekannt gegeben. Chamisa begründete die Umbenennung bzw. Neugründung mit der Notwendigkeit eines Neuanfangs. Als neues Parteisymbol wurde eine Hand mit nach oben gestrecktem Zeigefinger und als neue Parteifarbe die Farbe Gelb gewählt. Das frühere MDC-Symbol war eine Handinnenfläche und die Parteifarbe war überwiegend das Rot. Eine Partei mit dem alten Parteinamen MDC-T und dem alten Parteisymbol wurde von Douglas Mwonzora, einem früheren innerparteilichen Rivalen Chamisas, nach 2022 weitergeführt.
Die Gründung des CCC wurde von großen Mehrheit der MDC-Anhänger begrüßt, die der ständigen Spaltungen und personell motivierten Machtkämpfe in der alten MDC-A bzw. im MDC-T überdrüssig waren. Allerdings wurde von einigen auch die starke Fokussierung auf den Vorsitzenden Chamisa kritisiert. Die Abkürzung CCC könne in Shona auch als Chamisa Chete Chete („Chamisa allein“) gelesen werden.
Bei den Nachwahlen am 26. März 2022, die zur Neubesetzung der vakant gewordenen Parlamentssitze und andere kommunaler Posten stattfanden, konnte die neu gegründete Partei einen ersten bedeutenden Erfolg erringen. Sie gewann 19 der vakanten 28 Parlamentssitze. Bei den allgemeinen Wahlen am 23. und 24. August 2023 in Simbabwe unterlag der CCC-Spitzenkandidat Chamisa mit 44,0 % der Stimmen in der Präsidentschaftswahl jedoch dem Amtsinhaber Emmerson Mnangagwa von der ZANU-PF. Bei der Parlamentswahl gewann die CCC 37 % der Wahlkreise und die Regierungspartei ZANU-PF 63 %. Von internationalen Wahlbeobachtern wurden die Wahlen als nicht fair und vollständig frei beurteilt.
Nach der Gründung der Partei im Jahr 2022 hatte der Gründer und Interimsführer Nelson Chamisa es versäumt, eine Interimsverfassung und konkrete Parteistrukturen auszuarbeiten. Bei der Gründung der CCC-Partei war Chamisa somit der einzige Amtsinhaber. Ein gewisser Sengezo Tshabangu machte sich diesen Mangel an Organisation (fehlende Interimsverfassung und Parteistrukturen) zunutze und behauptete, er sei der Interimsgeneralsekretär der Partei. Es wird vermutet, dass er eine verärgerte Gruppe der alten Generation der MDC-Allianz vertritt, die von Nelson Chamisa ins Abseits gedrängt wurde, insbesondere Tendai Biti und Welshman Ncube, welche Vizepräsidenten in der MDC-Allianz waren. Bislang haben sich diese Vermutungen jedoch nicht bewahrheitet. Auch wird behauptet, Tshabangu vertrete eine zwielichtige Gruppe namens FAZ, die für die regierende ZANU-PF zwielichtige Aufgaben im Zusammenhang mit Wahlen erledigt. Dies ist jedoch ebenfalls Gegenstand von Spekulationen. Am 3. Oktober 2022 schrieb Tshabangu Briefe an den Parlamentspräsidenten, den Senatspräsidenten und den Minister für Kommunalverwaltung, in denen er die Abgeordneten, Senatoren und Ratsmitglieder, die aufgrund ihrer Zugehörigkeit zur CCC gewählt worden waren, abberief. Er legte dem Parlament und der ZEC sein eigenes Mandat und seine vorläufige Satzung vor, was im Wesentlichen dazu führte, dass er nun der rechtmäßige Vorsitzende der Partei war.
Die Briefe wurden akzeptiert und die Abgeordneten, Senatoren und Ratsmitglieder wurden abberufen. Die abberufenen Abgeordneten, Senatoren und Ratsmitglieder wandten sich an das Oberste Gericht von Simbabwe und behaupteten, Tshabangu sei kein Mitglied der CCC-Partei und schon gar nicht ihr Generalsekretär. Sie konnten jedoch keinen Beweis dafür erbringen, dass Tshabangu dies nicht war, da die Partei keine Satzung, keine Mitgliederliste und nicht einmal Sitzungsprotokolle hat. Im Grunde hat Sengezo Tshabangu also nach dem Urteil des Obersten Gerichtshofs die Kontrolle über die CCC-Partei übernommen. Die abberufenen Abgeordneten, Senatoren und Ratsmitglieder wandten sich an den Obersten Gerichtshof von Simbabwe, aber ihr Fall wurde abgewiesen, da sie weiterhin keine Beweise dafür haben, dass Sengezo Tshabangu nicht der Generalsekretär der CCC-Partei ist. Gleichzeitig hat sich die CCC-Partei an das Oberste Gericht gewandt, um Tshabangu die Verwendung des Parteinamens und der Parteisymbole sowie die Behauptung, er sei der Generalsekretär, zu verbieten, doch auch ihr Fall wurde abgewiesen. Stattdessen hat Sengezo Tshabangu eine Interimsverfassung der Partei vorgelegt, was bedeutet, dass er jetzt der rechtmäßige Parteivorsitzende ist.
Es besteht die Vermutung, dass Tshabangu der Sohn des amtierenden Präsidenten Emmerson Mnangagwa sei. Diese Vermutung blieb von beiden unkommentiert.
Im Oktober 2023 ließ Tshabangu fünfzehn Parlamentarier und siebzehn Stadträte, darunter den Bürgermeister von Masvingo, mit der Begründung abberufen, dass sie im Oktober keine Parteimitglieder mehr seien. Anschließend, am 9. November 2023, berief er weitere neun Ratsmitglieder, darunter den Bürgermeister von Harare Ian Makoni und seinen Stellvertreter, Kudzai Kadzombe, ab.
Am 25. Januar 2024 gab der frühere Vorsitzende Nelson Chamisa, als Folge der Vorgänge durch die Machtübernahme von Tshabangu, seinen Austritt aus der Partei bekannt; er wirft der regierenden ZANU-PF vor, die Partei in einem Machtkampf übernommen zu haben. Chamisa beschuldigt die ZANU-PF, die Gerichte zu nutzen, um die Opposition zu schwächen, was zur de-facto Übernahme der CCC durch die Regierungspartei führte.
Am 26. Januar 2024 gab die CCC-Abgeordnete des Wahlkreises Mount Pleasant in Harare und ehemalige Sprecherin des CCC (2022–2023) Fadzayi Mahere ebenfalls ihren Austritt aus der Partei bekannt. Am 29. Januar 2024 folgte die Bekanntgabe ihres Rücktritts aus dem Parlament aus Solidarität mit Chamisa.